# Scherocumella nichollsi
Scherocumella nichollsi är en kräftdjursart som först beskrevs av Hale 1949.  Scherocumella nichollsi ingår i släktet Scherocumella och familjen Nannastacidae. Inga underarter finns listade i Catalogue of Life.